# 葡糖腦苷脂

葡萄糖

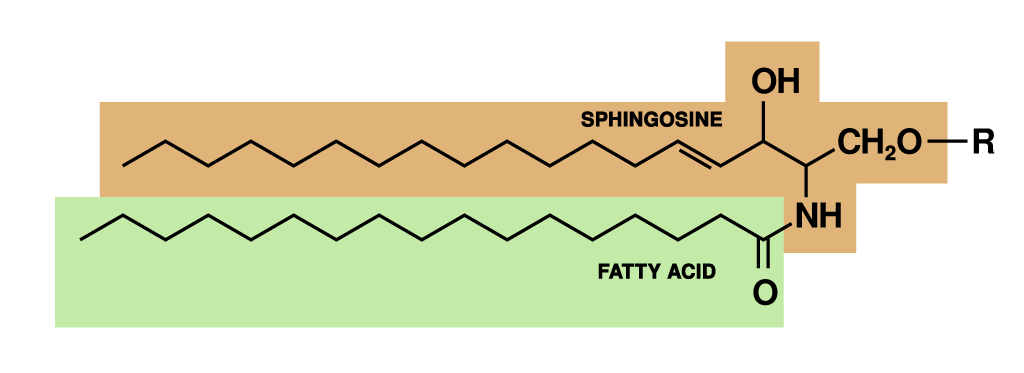
鞘類磷脂(Sphingolipid)

葡糖腦苷脂（glucocerebroside、也稱:葡糖苷酯酰鞘氨醇(glucosylceramide)）是任何在其中的單醣頭基為葡萄糖的脑苷脂。

## 臨床意義
他們大多發生在非神經組織和高雪氏症中的異常積聚，其中葡糖腦苷脂酶(Glucocerebrosidase)缺乏或無功能性。

## 外部連結
- 维基共享资源上的相關多媒體資源：葡糖腦苷脂
- 醫學主題詞表（MeSH）：Glucocerebrosides